# Unteres Blaufarbenwerk (Breitenbach)

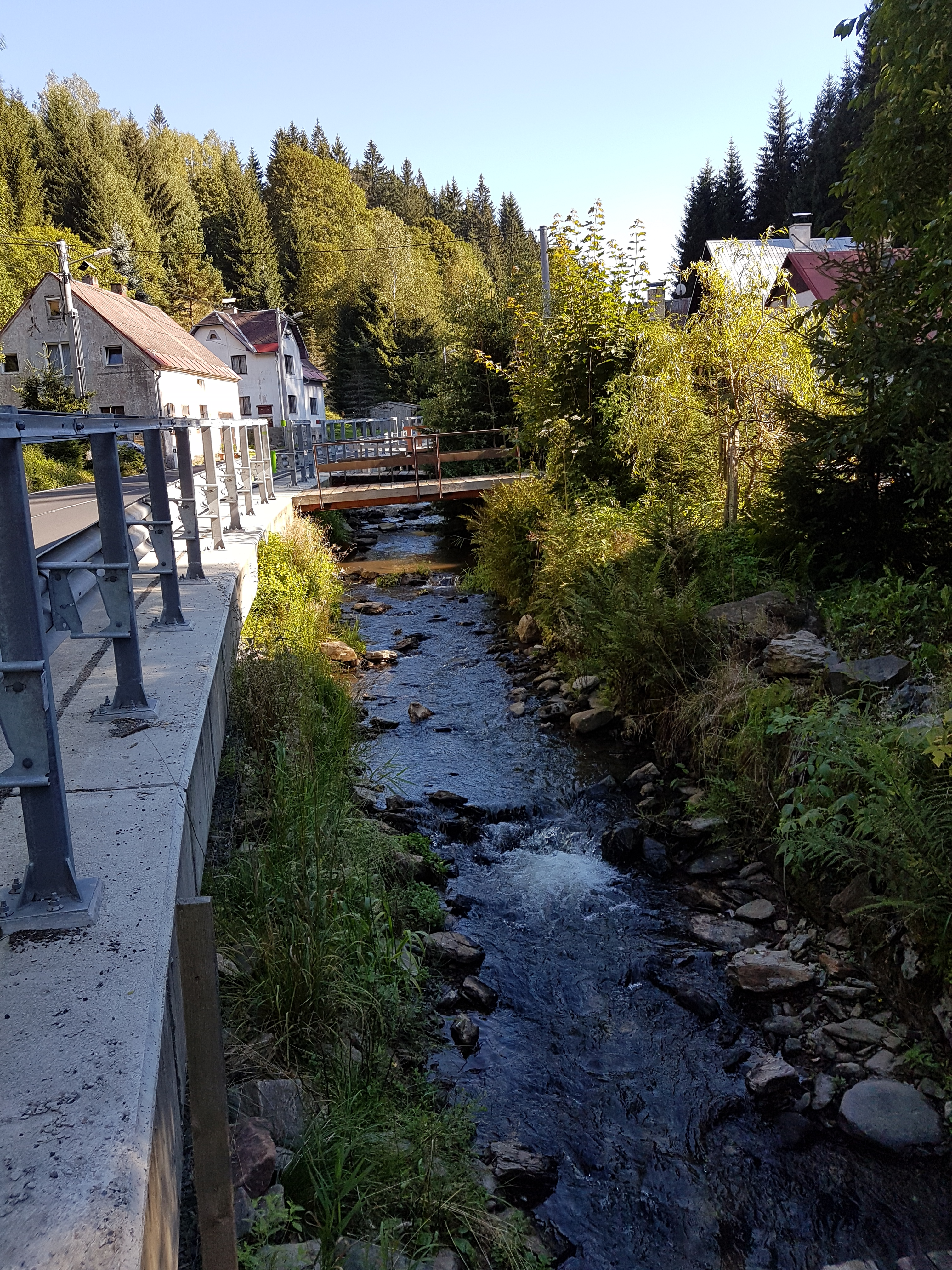
Heutige Lage des Blaufarbenwerkes links des Breitenbaches

Das untere Blaufarbenwerk zeitweise Morbachsche und Elstersche Blaufarbenfabrik genannt, am Breitenbach gelegen, war ein Werk, das zur Herstellung von blauer Farbe aus kobalthaltigem Erz diente. Ihre Konkurrenzunternehmen im Breitenbachtal waren das mittlere und das obere Blaufarbenwerk, die gleichzeitig in dessen Nähe produzierten und Arbeitgeber für zahlreiche Farbmühlarbeiter aus Platten und Breitenbach war.
Angetrieben wurde das Werk vom Breitenbach, von dem unterhalb der Einmündung des Lauterbaches ein Wassergraben zum Blaufarbenwerk abgezeigt wurde. Der Nachfolger dieses Betriebsgrabens, der später bis zur Steinbergerfabrik verlängert wurde, hat sich bis heute erhalten.

## Geschichte

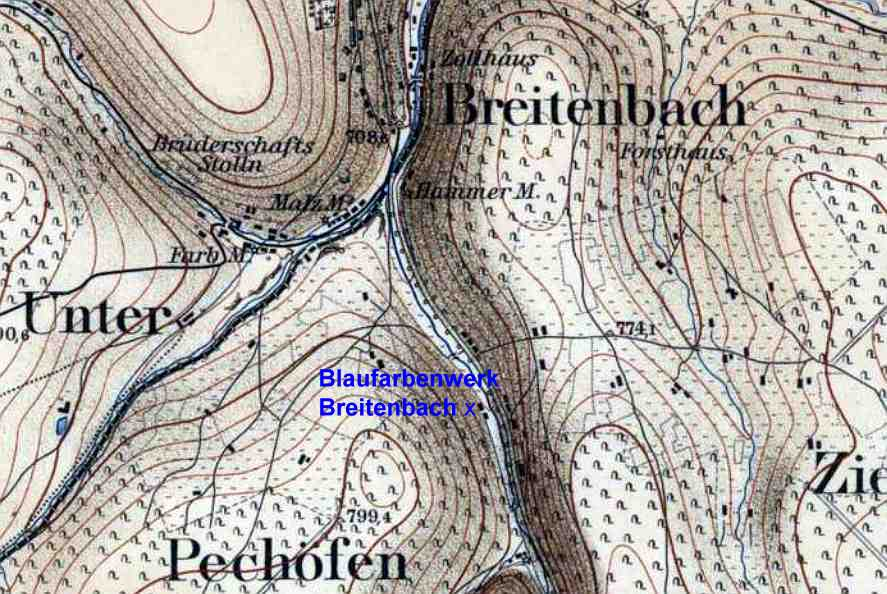
Lage des unteren Blaufarbenwerkes Breitenbach auf einer Karte von 1875

Der spätere Bergmeister von Platten Peter Kuhn, besaß Mitte des 17. Jahrhunderts eine Farbmühle bei Platten am Breitenbach. Das böhmische Blaufarbenwesen hatte unter der Protestantenverfolgung nach 1650 schwer zu leiden. Kuhn wanderte kurzzeitig als Glaubensflüchtling nach Johanngeorgenstadt aus, wo er 1658 von Johann Löbel d. J. dessen im Bau befindliches Haus neben der Kirche kaufte. Da man ihm drohte seine Farbmühle einzuziehen, kehrte er wieder ins Papsttum zurück. Peter Kuhns Witwe Maria heiratete 1684 den Fleischhauermeister Peter Elster aus Neudek, wodurch die Farbmühle in den Besitz der Familie Elster überging. Elster der sich als Rebellenführer im nordböhmischen Bauernaufstand gegen die Herrschaft Czernin auflehnte, war 1684 mit seiner Familie nach Platten gezogen und seither als Handelsmann am Breitenbach tätig. 
Einen schweren Rückschritt für die Blaufarbenerzeugung bedeutete das 1686 vom Oberamt erlassene Dekret, alle silberhaltigen Kobalterze an die Staatliche Silberhütte in Sankt Joachimsthal abzuliefern. Den böhmischen Farbmühlen wurde fortan nur erlaubt silberfreie oder silberarme Erze zu blauer Farbe zu verarbeiten. Auf die in Platten gewogenen Farbfässer wurde Brennstempelgeld erhoben.

Nach dem Tode Peter Elsters 1704 erbte die Farbmühle dessen jüngerer Sohn, Christian Elster, der es mit dem Farbhandel zu einem gewissen Wohlstand brachte. Zum Ziel die Grundherrschaft über die Dörfer Pürles und Udritsch bei Luditz zu erlangen, nahm er von 1721 bis 1722 eine Summe von 10.000 fl. auf. 1730 kam es zwischen Christian Elster und dem Zollamt zu Streitigkeiten um die Ausfuhr. 1743 wurde die Farbmühle von Christian Elsters Witwe betrieben. Die Farbmühle ist 1752 in der Beschreibung der Böhmischen Plattner und Gottesgaber Revieren von Christoph Conrad Reuschel, sowie 1774 in Beiträge zu der Mineral-Geschichte von Böhmen von Johann Jakob Ferber, als eines der Blaufarbenwerke in Breitenbach aufgeführt:

„Gleich bey Joachimsthal auf dem Wege der nach der Silberschmelz=Hütte liegt das Puchnerische und zwischen Platte und Johanngeorgenstadt drey andere Böhmische Blaufarbenwerker, nemlich das Elsterische, Butzische und Mysellsche.“

Nächster Besitzer war Franz Karl Elster, der zugleich Faktor des Schlegelmühler Blaufarbenwerkes in Österreich war. Dieser stellte in der Puchnerschen Schmaltefabrik in St. Joachimsthal Versuche an, in dem er silberhaltige Speise konzentrierte, um die Schmalte zu bereiten. Die Versuche vielen dabei günstig aus, jedoch konnte er die Vorherrschaft der sächsischen Werke nicht brechen. Am 12. Februar 1781 verschrieb er das Blaufarbenwerk seinem Bruder Johann Anton Elster für 6235 fl. Mit seinem Sortiment nahm er an der Frankfurter Messe teil und betrieb 1798 in Frankfurt am Main eine Niederlage am Weckmarkt. Dieser erscheint noch im Schematismus für das Königreich Böhmen auf das Jahr 1805 als Fabrik-Inhaber.

„Joh. Anton Elster, Farbwerksbesitzer zu Breitenbach nächst Platten in Böhmen, beziehet zum erstenmal die hiesige Messen mit einem vollständigen Assortiment Böhmischer Schmalten von seiner eigenen Fabricke und empfehlet sich zum geneigten Zuspruch, unter Versicherung der besten  Waare und billigstmöglichsten Preise. Er übernimmt auch Bestellungen und Aufträge nach bey sich führenden oder anderen ihm mitzutheilenden Mustern von Schmalten und machet sich anheischig die bestellten Waaren in der verlangten Qualität aufs beste zu liefern. Er hält feil im Laden No. 6  auf dem Weckmarkt und logirt bei dem Buchhändler Herrn Keßler am Weckmarkt.“

1807 übernahm Philipp Morbach von Johann Anton Elster das Werk. Die Familie des Letzteren hatte ihren gesamten Besitz veräußert und zog aus Breitenbach und Platten fort. Philipp Morbach hatte dafür gesorgt, dass sein Neffe, der Farbmeister Cajetan Grimm, vom Blaufarbenwerk Silberbach abgezogen und seit 1807 in Breitenbach eingesetzt wurde. Ihm und seiner Familie wurde eine Dienstwohnung im Herrenhaus des Blaufarbenwerkes eingeräumt. Da Philipp Morbach unverheiratet und kinderlos war erbte das Blaufarbenwerk nach seinem Tod 1808 sein jüngerer Bruder Ignaz Morbach. Durch die Verdrängung der Schmalte durch das künstliche Ultramarin, im ersten Drittel des 19. Jahrhunderts, ist das Werk wohl aufgegeben worden. Die Gebrüder Kolb betrieben das in den 1820er Jahren zum Erliegen gekommene Blaufarbenwerk später halb als Brettmühle, der andere Teil wurde als Porzellanfabrik genutzt. Das markante Hauptgebäude und die daneben befindliche Kapelle wurden Anfang der 1950er Jahre abgerissen. Oberhalb des Blaufarbenwerks lag auf dem Berg die beliebte Einkehr Marianne als Vorgänger der Dreckschänke.

## Besitzerfolge
1. Peter Kuhn (?–1682)
2. Maria Kuhn (1682–1684)
3. Peter Elster (1684–1704)
4. Christian Elster (1704–1742)
5. Eva Regina Elster (1742–?)
6. Franz Karl Elster (?–1781)
7. Johann Anton Elster (1781–1807)
8. Philipp Morbach (1807–1808)
9. Ignaz Morbach (1808–?)